# Bousfer
Bousfer (în arabă بوسفر) este o comună din provincia Oran, Algeria.
Populația comunei este de 18.361 de locuitori (2009).